# Maci Laci ajándéka
A Maci Laci ajándéka vagy Maci Laci karácsonya, avagy sztárok a fenyő alatt (eredeti cím: Yogi Bear's All Star Comedy Christmas Caper) 1982-ben bemutatott amerikai televíziós rajzfilm, amelyet Steve Lumley rendezett. Az animációs játékfilm producere Art Scott. A forgatókönyvet Mark Evanier írta, a zenéjét Hoyt Curtin szerezte. A tévéfilm a Hanna-Barbera gyártásában készült.
Amerikában 1982. november 21-én a CBS csatornán, Magyarországon 1990. december 31-én az MTV2-en vetítették le, új magyar szinkronnal 1993. december 16-án VHS-en adták ki.

## Szereplők
| Szereplő                    | Eredeti hang    | Magyar hang                     | Magyar hang                     |
| Szereplő                    | Eredeti hang    | 1. magyar változat (MTV1, 1990) | 2. magyar változat (ZOOM, 1993) |
| --------------------------- | --------------- | ------------------------------- | ------------------------------- |
| Maci Laci                   | Daws Butler     | Szabó Gyula                     | Vajda László                    |
| Foxi Maxi                   | Daws Butler     | Csákányi László                 | Harsányi Gábor                  |
| Csorbafog                   | Daws Butler     | Bács Ferenc                     | Szacsvay László                 |
| Karcsi Csacsi               | Daws Butler     | Pusztaszeri Kornél              | Schnell Ádám                    |
| Kandúr Bandi                | Daws Butler     | Szuhay Balázs                   | Bognár Zsolt                    |
| Ordas Pókhas                | Daws Butler     | Velenczey István                | Varga T. József                 |
| Tappancs                    | Daws Butler     | Gyabronka József                | Tímár Andor                     |
| Szuper Szimat               | Daws Butler     | Koroknay Géza                   | Hankó Attila                    |
| Locsi-Fecsi                 | Daws Butler     | Földessy Margit                 | Bartucz Attila                  |
| Finci                       | Daws Butler     | Maros Gábor                     | Kiss Erika                      |
| Sanci Gátor                 | Daws Butler     | Soós László                     | Soós László                     |
| Bubu                        | Don Messick     | Pathó István                    | Bolba Tamás                     |
| Smith vadőr                 | Don Messick     | Harsányi Gábor                  | Izsóf Vilmos                    |
| Inci                        | Don Messick     | Maros Gábor                     | Biró Anikó                      |
| Papi Tapi                   | John Stephenson | Szombathy Gyula                 | Kristóf Tibor                   |
| Hírbemondó                  | John Stephenson | Juhász Jácint                   | Imre István                     |
| Komornyik                   | John Stephenson | Varga T. József                 | Rudas István                    |
| Kovakövi Frédi              | Henry Corden    | Csákányi László                 | Kránitz Lajos                   |
| Járőr                       | Henry Corden    | Hollósi Frigyes                 | Barbinek Péter                  |
| Biztonsági őr #1            | Henry Corden    | Gyürki István                   | Varga Tamás                     |
| Rendőri diszpécser          | Henry Corden    | Kisfalussy Bálint               | Varga Tamás                     |
| Kavicsi Béni                | Mel Blanc       | Kerekes József                  | Kerekes József                  |
| Biztonsági őr #2            | Mel Blanc       | Várkonyi András                 | Antal László                    |
| Bulldog                     | Mel Blanc       | saját hangján                   | saját hangján                   |
| Judy Jones                  | Georgi Irene    | Somlai Edina                    | Dögei Éva                       |
| J. Wellington Jones         | Hal Smith       | Láng József                     | Beregi Péter                    |
| Állatgondozó #1             | Hal Smith       | Balázsi Gyula                   | Rudas István                    |
| Őrmester                    | Hal Smith       | Vajda László                    | Kárpáti Tibor                   |
| Magilla Gorilla             | Allan Melvin    | Farkas Antal                    | Kardos Gábor                    |
| Murray                      | Allan Melvin    | Konrád Antal                    | Soós László                     |
| Rendőrfőnök                 | Allan Melvin    | Helyey László                   | Bognár Zsolt                    |
| Hápi                        | Jimmy Weldon    | Zsurzs Kati                     | Harmath Imre                    |
| Állatgondozó #2             | Jimmy Weldon    | Kránitz Lajos                   | Garai Róbert                    |
| Murray felesége             | Janet Waldo     | Jani Ildikó                     | Némedi Mari                     |
| Hölgy az utcán              | Janet Waldo     | Czigány Judit                   | Örkényi Éva                     |
| Női bemondó a buszállomáson | Janet Waldo     | Détár Enikő                     | Riha Zsófi                      |

## Magyar megjelenés
Magyarországon a második szinkronos változattal a ZOOM Kft. 1993. december 16-án kiadta a tévéfilmet a Flintstone-ék a karácsony megmentői című kazettán a Frédi és Béni, avagy a két kőkorszaki szaki Kovakövi karácsony című epizódjával együtt.